# The Blue EP
The Blue EP è un EP del gruppo musicale statunitense Great White, pubblicato nel 1991 dalla Capitol Records. Contiene lati B di alcuni singoli della band, tracce estratte dall'album Hooked e la cover inedita di Weak Brain & Narrow Mind di Willie Dixon.

## Tracce
1. Train to Nowhere – 4:30 (Kim Simmonds, Chris Youlden)
2. Weak Brain & Narrow Mind – 3:10 (Willie Dixon)
3. Down at the Doctor – 3:39 (Mickey Jupp)
4. The Hunter – 4:12 (Carl Wells, Donald Dunn, Steve Cropper, Al Jackson, Jr., Booker T. Jones)
5. Congo Square – 6:56 (Mark Kendall, Alan Niven)
6. Lovin' Kind – 4:43 (Michael Lardie, A. Niven)

## Formazione
- Jack Russell – voce
- Mark Kendall – chitarre, cori
- Michael Lardie – chitarre, tastiere
- Tony Montana – basso
- Audie Desbrow – batteria